# Treinta y Tres (departement)

Departementets läge i Uruguay.

Departementets flagga.

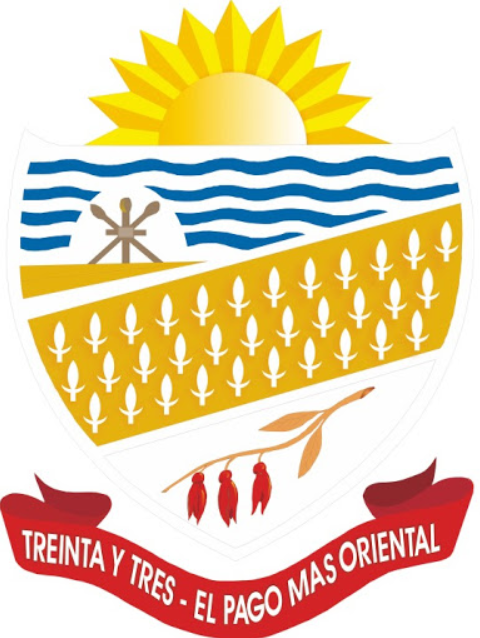
Departementets emblem.

Departementet Treinta y Tres (Departamento de Treinta y Tres) är ett av Uruguays 19 departement.

## Geografi
Treinta y Tres har en yta på cirka 9 529 km² med cirka 49 300 invånare. Befolkningstätheten är 5 invånare/km². Departementet ligger i Región Este (Östra regionen).
Huvudorten är Treinta y Tres med cirka 30 800 invånare.

## Förvaltning
Departementet förvaltas av en Intendencia Municipal (stadsförvaltning) som leds av en Intendente (intendent), ISO 3166-2-koden är "UY-TT".
Departementet är underdelad i municipios (kommuner).
Treinta y Tres inrättades den 20 september 1884 genom delning av departementet Maldonado.